# یرژی بچکا
یرژی بچکا (۱۶ اکتبر ۱۹۱۵ تا ۲۱ دسامبر ۲۰۰۴ ) شرق‌شناس و ایران‌شناس اهل چکسلواکی (جمهوری چک کنونی) بود.
او در پراگ و در دانشگاه چارلز در رشته حقوق تحصیل کرد ولی به خاطر جنگ جهانی دوم خیلی دیر و در سال ۱۹۴۵ درجه دکترا گرفت. پس از جنگ جهانی دوم با چند نفر از دوستانش مجله‌ای به نام شرق جدید "Nový Orient" تاسیس کرد. او در دانشکده فلسفه دانشگاه چارلز نیز درس خواند و در این رشته هم دکترا گرفت. از سال ۱۹۵۲ تا سال ۱۹۷۶ و بازنشستگی‌اش در موسسه مطالعات شرق متعلق به فرهنگستان علوم چکسلواکی به پژوهش پرداخت. موضوع مطالعات او تاریخ و فرهنگ ایران، تاجیکستان و افغانستان و نیز بررسی تاریخ مطالعات ایرانی به زبان چک و اسلواک بود. بچکا کتاب‌ها و مقالات متعددی درباره ادبیات فارسی نوشته و برخی از آثار این زبان را هم از فارسی به زبان چکی ترجمه کرده است. حاصل پژوهش‌های او به چندین زبانی اروپایی نیز منتشر شده است.

## آثار
- Afghánistán, Praha: NPL, 1965.
- A Study in Pashto Stress, Prague: Academia, 1969.
- Táríhi adabijáti tágíkistán, Přel. z angl. do urdštiny Kabír Ahmad Ğájsí, Dihlí: Anğumani teraqíji urdú, 1977.
- Spisovatel a učenec Sadriddín Ajní, Praha: Academia, 1978.
- Úvod do paštského jazyka, Praha: Academia, 1979.
- Íránský svět v české a slovenské literatuře a vědě: čs. bibliografie íránských lit., Praha: Sdružení českých překladatelů při Českém literárním fondu, 1988
- Adabíját-e fársí dar Tádžíkestán (Persische Literatur in Tadschikistan), Tehrán: Markaz-e motáleát va tahqíqát-e farhanqí-je sejnolmelalí, 1993.
- Iranica bohemica et slovaca: litterae, Praha: Akademie věd České republiky, Orientální ústav, 1996.
- Islám a české země,  Votobia , Olomouc 1998.
- Persko-český slovník, sestavil Jiří Bečka; upravil a doplnil redakční kolektiv: Mohammad Hassani, Mehdi Meshkato-Dini, Petr Pelikán, Velvyslanectví Íránské islámské republiky v Praze, 2004.